# Châtillon-sur-Seine
Châtillon-sur-Seine és un municipi francès, situat al departament de la Costa d'Or i a la regió de Borgonya - Franc Comtat. L'any 2007 tenia 5.801 habitants.

## Demografia

### Població
El 2007 la població de fet de Châtillon-sur-Seine era de 5.801 persones. Hi havia 2.527 famílies, de les quals 1.013 eren unipersonals (384 homes vivint sols i 629 dones vivint soles), 822 parelles sense fills, 477 parelles amb fills i 215 famílies monoparentals amb fills.
La població ha evolucionat segons el següent gràfic:
Habitants censats

### Habitatges
El 2007 hi havia 3.002 habitatges, 2.588 eren l'habitatge principal de la família, 79 eren segones residències i 335 estaven desocupats. 1.431 eren cases i 1.560 eren apartaments. Dels 2.588 habitatges principals, 1.294 estaven ocupats pels seus propietaris, 1.226 estaven llogats i ocupats pels llogaters i 68 estaven cedits a títol gratuït; 100 tenien una cambra, 279 en tenien dues, 635 en tenien tres, 746 en tenien quatre i 829 en tenien cinc o més. 1.364 habitatges disposaven pel capbaix d'una plaça de pàrquing. A 1.472 habitatges hi havia un automòbil i a 599 n'hi havia dos o més.

### Piràmide de població
La piràmide de població per edats i sexe el 2009 era:
| Homes | Edats   | Dones |
| ----- | ------- | ----- |
| 0     | 95 o +  | 40    |
| 12    | 90 a 94 | 32    |
| 40    | 85 a 89 | 116   |
| 44    | 80 a 84 | 88    |
| 112   | 75 a 79 | 148   |
| 152   | 70 a 74 | 216   |
| 168   | 65 a 69 | 204   |
| 132   | 60 a 64 | 180   |
| 128   | 55 a 59 | 140   |
| 272   | 50 a 54 | 228   |
| 168   | 45 a 49 | 236   |
| 188   | 40 a 44 | 232   |
| 180   | 35 a 39 | 228   |
| 252   | 30 a 34 | 180   |
| 165   | 25 a 29 | 244   |
| 149   | 20 a 24 | 180   |
| 227   | 15 a 19 | 181   |
| 136   | 10 a 14 | 237   |
| 160   | 5 a 9   | 172   |
| 136   | 0 a 4   | 124   |

## Economia
El 2007 la població en edat de treballar era de 3.583 persones, 2.491 eren actives i 1.092 eren inactives. De les 2.491 persones actives 2.160 estaven ocupades (1.151 homes i 1.009 dones) i 331 estaven aturades (138 homes i 193 dones). De les 1.092 persones inactives 300 estaven jubilades, 339 estaven estudiant i 453 estaven classificades com a «altres inactius».

### Ingressos
El 2009 a Châtillon-sur-Seine hi havia 2.580 unitats fiscals que integraven 5.231 persones, la mediana anual d'ingressos fiscals per persona era de 15.832 €.

### Activitats econòmiques
Dels 419 establiments que hi havia el 2007, 6 eren d'empreses extractives, 9 d'empreses alimentàries, 1 d'una empresa de fabricació d'elements pel transport, 17 d'empreses de fabricació d'altres productes industrials, 29 d'empreses de construcció, 146 d'empreses de comerç i reparació d'automòbils, 9 d'empreses de transport, 33 d'empreses d'hostatgeria i restauració, 7 d'empreses d'informació i comunicació, 27 d'empreses financeres, 17 d'empreses immobiliàries, 45 d'empreses de serveis, 46 d'entitats de l'administració pública i 27 d'empreses classificades com a «altres activitats de serveis».
Dels 96 establiments de servei als particulars que hi havia el 2009, 1 era una oficina d'administració d'Hisenda pública, 1 gendarmeria, 1 oficina de correu, 8 oficines bancàries, 2 funeràries, 8 tallers de reparació d'automòbils i de material agrícola, 1 taller d'inspecció tècnica de vehicles, 2 autoescoles, 4 paletes, 7 guixaires pintors, 5 fusteries, 4 lampisteries, 1 electricista, 2 empreses de construcció, 12 perruqueries, 2 veterinaris, 3 agències de treball temporal, 20 restaurants, 8 agències immobiliàries, 2 tintoreries i 2 salons de bellesa.
Dels 67 establiments comercials que hi havia el 2009, 2 eren hipermercats, 3 supermercats, 1 un supermercat, 1 una gran superfície de material de bricolatge, 5 botiges de menys de 120 m², 6 fleques, 3 carnisseries, 1 una botiga de congelats, 4 llibreries, 13 botigues de roba, 4 botigues d'equipament de la llar, 5 sabateries, 4 botigues d'electrodomèstics, 2 botigues de mobles, 2 drogueries, 3 perfumeries, 2 joieries i 6 floristeries.
L'any 2000 a Châtillon-sur-Seine hi havia 18 explotacions agrícoles que ocupaven un total de 3.107 hectàrees.

## Equipaments sanitaris i escolars
El 2009 hi havia 1 hospital de tractaments de curta durada, 1 centre d'urgències, 1 maternitat, 3 farmàcies i 1 ambulància.
El 2009 hi havia 3 escoles maternals i 4 escoles elementals. A Châtillon-sur-Seine hi havia 2 col·legis d'educació secundària i 2 liceus d'ensenyament general. Als col·legis d'educació secundària hi havia 655 alumnes i als liceus d'ensenyament general 653.
Châtillon-sur-Seine disposava de 2 centres de formació no universitària superior de formació sanitària.

## Poblacions més properes
El següent diagrama mostra les poblacions més properes.

## Agermanaments
- Ratzeburg (Alemanya)